# Patissa vagilinealis
Patissa vagilinealis é uma mariposa da família Crambidae. Foi descrito por George Hampson em 1908. Ele é encontrado em Madagascar.